# Laurel Mountain
Laurel Mountain és una població dels Estats Units a l'estat de Pennsilvània. Segons el cens del 2000 tenia 185 habitants.

## Demografia
Segons el cens del 2000, Laurel Mountain tenia 185 habitants, 78 habitatges, i 56 famílies. La densitat de població era de 510,2 habitants/km².
Dels 78 habitatges en un 26,9% hi vivien nens de menys de 18 anys, en un 61,5% hi vivien parelles casades, en un 6,4% dones solteres, i en un 28,2% no eren unitats familiars. En el 24,4% dels habitatges hi vivien persones soles l'11,5% de les quals corresponia a persones de 65 anys o més que vivien soles. El nombre mitjà de persones vivint en cada habitatge era de 2,37 i el nombre mitjà de persones que vivien en cada família era de 2,8.
Per edats la població es repartia de la següent manera: un 19,5% tenia menys de 18 anys, un 5,9% entre 18 i 24, un 27% entre 25 i 44, un 25,4% de 45 a 60 i un 22,2% 65 anys o més.
L'edat mediana era de 44 anys. Per cada 100 dones de 18 o més anys hi havia 96,1 homes.
La renda mediana per habitatge era de 44.750 $ i la renda mediana per família de 63.125 $. Els homes tenien una renda mediana de 51.250 $ mentre que les dones 30.833 $. La renda per capita de la població era de 21.564 $. Entorn del 13,2% de les famílies i el 20% de la població estaven per davall del llindar de pobresa.

## Poblacions més properes
El següent diagrama mostra les poblacions més properes.